# Pürgg-Trautenfels
Pürgg-Trautenfels is een voormalige gemeente in de Oostenrijkse deelstaat Stiermarken, die deel uitmaakte van het district Liezen. 
De gemeente Pürgg-Trautenfels telde in 2013 910 inwoners. In 2015 ging ze bij een herindeling samen met Stainach op in de gemeente Stainach-Pürgg. Sindsdien zijn Pürgg en Trautenfels ortschaften van die fusiegemeente.
- Gemeinsame Normdatei: 2054421-2
- Library of Congress Control Number: n2014019171
- Virtual International Authority File: 242317273